# سيبيل كريستوفر
سيبيل كريستوفر (بالإنجليزية: Sybil Christopher)‏ (27 مارس 1929 - 7 مارس 2013) هي ممثلة ويلزية ومخرجة مسرحية ومؤسسة نادي نيويورك الليلي المشهور «آرثر»، كما تُعد سيبيل الزوجة الأولى للفنان ريتشارد برتون.

## العائلة
أنجبت سيبيل من زوجها السابق ريتشارد برتون بنتين هما كاترين «كيت» برتون (وُلدت 10 من سبتمبر 1957)، وجيسيكا برتون (وُلدت 1959)، وفي العام 1966، تزوجت من جوردن كريستوفر (مغني وممثل أمريكي) وأنجبت منه إيمي كريستوفر في مايو 1967.

## روابط خارجية
- سيبيل كريستوفر على موقع IMDb (الإنجليزية)
- سيبيل كريستوفر على موقع قاعدة بيانات برودواي على الإنترنت (الإنجليزية)
- سيبيل كريستوفر على موقع قاعدة بيانات برودواي على الإنترنت (الإنجليزية)
- سيبيل كريستوفر على موقع قاعدة بيانات برودواي على الإنترنت (الإنجليزية)
- سيبيل كريستوفر على موقع ديسكوغز (الإنجليزية)